# Живан Јанкахидац
Живан Жива Јанкахидац (1882—1957) теолог и друштвено-хумани радник из Великог Бечкерека
Јанкахидац је био градоначелник Великог Бечкерека (1919—1920) и народни посланик Краљевине СХС на листи Демократске странке (1920—1923).

## Биографија
Живан Јанкахидац се родио 1882. године у Великом Бечкереку. 
Завршио је гимназију у свом родном граду, а 1905. студије богословије у Сремским Карловцима. 
Започео је средином 1906. године свештеничку службу у Бега Св. Ђурђу у Банату, као помоћник оболелом тамошњем пароху. Положио је децембра 1906. године "стечајни испит" - за свештеника. Од 1907. до 1913. године био је свештеник у Српском Чанаду при храму Св. Николе.
Био је добровољац у Првом светском рату, да би у међуратном периоду обављао дужност жупанијског архивара.. На првим парламентарним изборима Краљевине СХС 28. новембра 1920. године изабран је за народног посланика, као чиновник из Великог Бечкерека. Учествовао је као демократа у раду Демократског клуба у Народној скупштини у Београду. Био је приседник (члан) Банатског сирочадског стола, до 1936. године, када је пензионисан. Такође је био и председник Српске земљорадничке задруге у Великом Бечкереку (1927—1930) и члан Управе Обласног одбора Јадранске страже од 1934. године.. 
Написао је историјат Великог Бечкерека од 1717. до 1918. године за монографију "Петровград"